# Missão de Assistência das Nações Unidas para Ruanda
Missão de Assistência das Nações Unidas para Ruanda (UNAMIR, sigla de sua denominação em inglês: United Nations Assistance Mission for Rwanda), foi uma missão de paz das Nações Unidas para supervisionar a implementação do Acordo de Arusha. Suas operações iniciaram-se em outubro de 1993, com término em março de 1996.